# Chionaema dampierensis
Chionaema dampierensis är en fjärilsart som beskrevs av Rothschild 1916. Chionaema dampierensis ingår i släktet Chionaema och familjen björnspinnare. Inga underarter finns listade i Catalogue of Life.